# Mo Il-hwan
Mo Il-hwan (모일환; * 18. Mai 1999) ist ein südkoreanischer Sprinter, der sich auf den 400-Meter-Lauf spezialisiert.

## Sportliche Laufbahn
Erste internationale Erfahrungen sammelte Mo Il-hwan bei den U20-Weltmeisterschaften 2016 in Bydgoszcz, bei denen er im 400-Meter-Lauf mit 47,82 s im Vorlauf ausschied. Im Jahr darauf nahm er an den Asienmeisterschaften in Bhubaneswar teil und erreichte dort das Halbfinale, in dem er mit 47,70 s ausschied. Zudem belegte er mit der südkoreanischen 4-mal-400-Meter-Staffel in 3:09,15 min Rang sechs. 2018 nahm er erneut an den U20-Weltmeisterschaften in Tampere teil und wurde dort im Halbfinale disqualifiziert. Ende August erfolgte die Teilnahme an den Asienspielen in Jakarta, bei denen er im Einzelbewerb im Halbfinale ausschied und mit der 4-mal-100-Meter-Staffel im Finale Platz fünf belegte. Im Jahr darauf erreichte er bei den Asienmeisterschaften in Doha das Halbfinale, in dem er mit 46,17 s ausschied. Anschließend nahm er erstmals an der Sommer-Universiade in Neapel teil und gelangte dort bis in das Halbfinale, wurde dort aber disqualifiziert. Mit der 4-mal-100-Meter-Staffel gewann in 39,31 s die Bronzemedaille hinter den Teams aus Japan und China und mit der 4-mal-400-Meter-Staffel schied er mit 3:12,01 min in der Vorrunde aus.
Von 2017 bis 2020 wurde Mo südkoreanischer Meister im 400-Meter-Lauf.

## Persönliche Bestzeiten
- 200 Meter: 20,92 s (+2,0 m/s), 23. März 2019 in Brisbane
- 400 Meter: 45,98 s, 1. September 2019 in Fujiyoshida